# Gabri
Pour les articles homonymes, voir Gabriel García (homonymie), García et La Torre.
« Gabri » redirige ici. Pour le dialecte persan, voir Dari zoroastrien.
Gabriel García de la Torre, dit Gabri, est un footballeur espagnol  reconverti en entraîneur né le 10 février 1979 à Sallent (Catalogne, Espagne). Pur produit de La Masia, le centre de formation du FC Barcelone, il a joué en sélection espagnole lors de l'Euro 2004.

## Biographie

### Carrière de joueur
Gabri est un des joueurs les plus remarquables parmi ceux sortis du centre de formation du FC Barcelone ces dernières années. Après des débuts hésitants dans les équipes de jeunes, il réussit à devenir un titulaire indiscutable de l'équipe réserve et finit par arriver à l'échelon maximal en même temps que Xavi Hernández. 
Il répond parfaitement aux attentes de ses entraîneurs respectifs et devient un habitué de l'équipe première lors de la saison 1999-2000. Son jeu technique et physique, quand la situation le demande, lui permet de connaître les honneurs des sélections nationales jeunes puis de débuter avec la sélection espagnole A lors d'un match contre l'Équateur. Il se trouve d'ailleurs convoqué pour l'Euro 2004.
La saison 2004-05 laisse à Gabri un goût amer. Alors qu'il vient de gagner la place de titulaire au poste de latéral droit du FC Barcelone, il se blesse au genou droit en septembre 2004. Après 8 mois sur le flanc, il revient pour participer à la conquête du titre de champion 2005. En 2006, il remporte la Ligue des champions.
En juin 2006, Gabri signe avec l'Ajax Amsterdam après sept saisons passées au sein de l'équipe première du FC Barcelone. Avec l'Ajax il est titulaire indiscutable sous les ordres de l'entraîneur Henk ten Cate. Gabri inscrit un bon nombre de buts décisifs et remporte deux fois la Coupe des Pays-Bas. 
En mai 2010, il rejoint le club qatari de Umm-Salal Sports Club. Durant l'été 2011, Gabri est recruté par le FC Sion, puis en été 2012 il rejoint le FC Lausanne-Sport dont il devient le capitaine.
Le 6 mai 2014, Gabri annonce qu'il met un terme à sa carrière de footballeur et qu'il entame une formation pour devenir entraîneur.

### Carrière d'entraîneur
Le 30 juin 2014, il devient l'assistant d'Eusebio Sacristán au FC Barcelone B.
De 2015 à octobre 2017, il entraîne les juniors A du FC Barcelone.
Le 23 octobre 2017, il devient entraîneur du FC Sion. Il est limogé le 6 février 2018 (8 matches, 6 défaites, un nul et une victoire).

## Profil
Gabri est l'archétype même du joueur polyvalent, ce qui le rend très utile aux yeux des entraîneurs. Dans sa jeunesse il occupait le poste d'attaquant de pointe avant de redescendre vers le bloc défensif. La plupart du temps il est aligné comme latéral droit, poste sur lequel son physique puissant et son sens du sacrifice en font un défenseur de talent.

## Palmarès
Avec le FC Barcelone  Espagne
- Vainqueur de la Supercoupe d'Espagne en 2005
- Champion d'Espagne en 2005 et 2006
- Vainqueur de la Ligue des champions en 2006

Avec l'Ajax Amsterdam  Pays-Bas
- Coupe des Pays-Bas de football en 2007 et 2010
- Supercoupe des Pays-Bas en 2006 et 2007

Avec la sélection moins de 20 ans  Espagne
- Champion du monde des moins de 20 ans en 1999

Avec la sélection olympique  Espagne
- Médaille d'argent aux Jeux olympiques de 2000